# Froncysyllte
Froncysyllte (pronunciació anglesa: /ˌvrɒŋkəˈsʌlteɪ/; pronunciació gal·lesa: [vrɔŋkəˈsəɬte]), col·loquialment Fron, és un poble de Wrexham County Borough, Gal·les, a les vores riu Dee i del canal de Llangollen. Està situat a la carretera principal A5, que va des de Londres fins a Holyhead. Pertany a la comunitat de Llangollen Rural.
El nom deriva del gal·lès bron (amb lenició a fron), que aquí significa un turó, juntament amb el nom Cysyllte, un dels antics municipis de la parròquia de Llangollen. L'ortografia anglicitzada Vroncysyllte va ser utilitzada habitualment fins a mitjans del segle xx.

## Història
Froncysyllte està situat en el paisatge agrícola de la vall de Llangollen, però inicialment es va desenvolupar durant el segle xix com a poblament de cases pels treballadors de les pedreres, dels forns de calç, i de les fàbriques de maons i rajoles. El poble va ser construït en un aflorament de calcària sota diverses pedreres. Encara que les indústries tradicionals de l'àrea ja han desaparegut, encara té una rica arqueologia industrial.
Entre les fites deixades als voltants de Froncysyllte pel desenvolupament industrial es troba l'Aqüeducte de Pontcysyllte, declarat Patrimoni de la Humanitat, que va ser construït per Thomas Telford el 1795 per fer creuar el Canal de Llangollen per sobre del riu Dee entre els pobles de Froncysyllte i Trevor.